# نورس أسود الرأس كبير

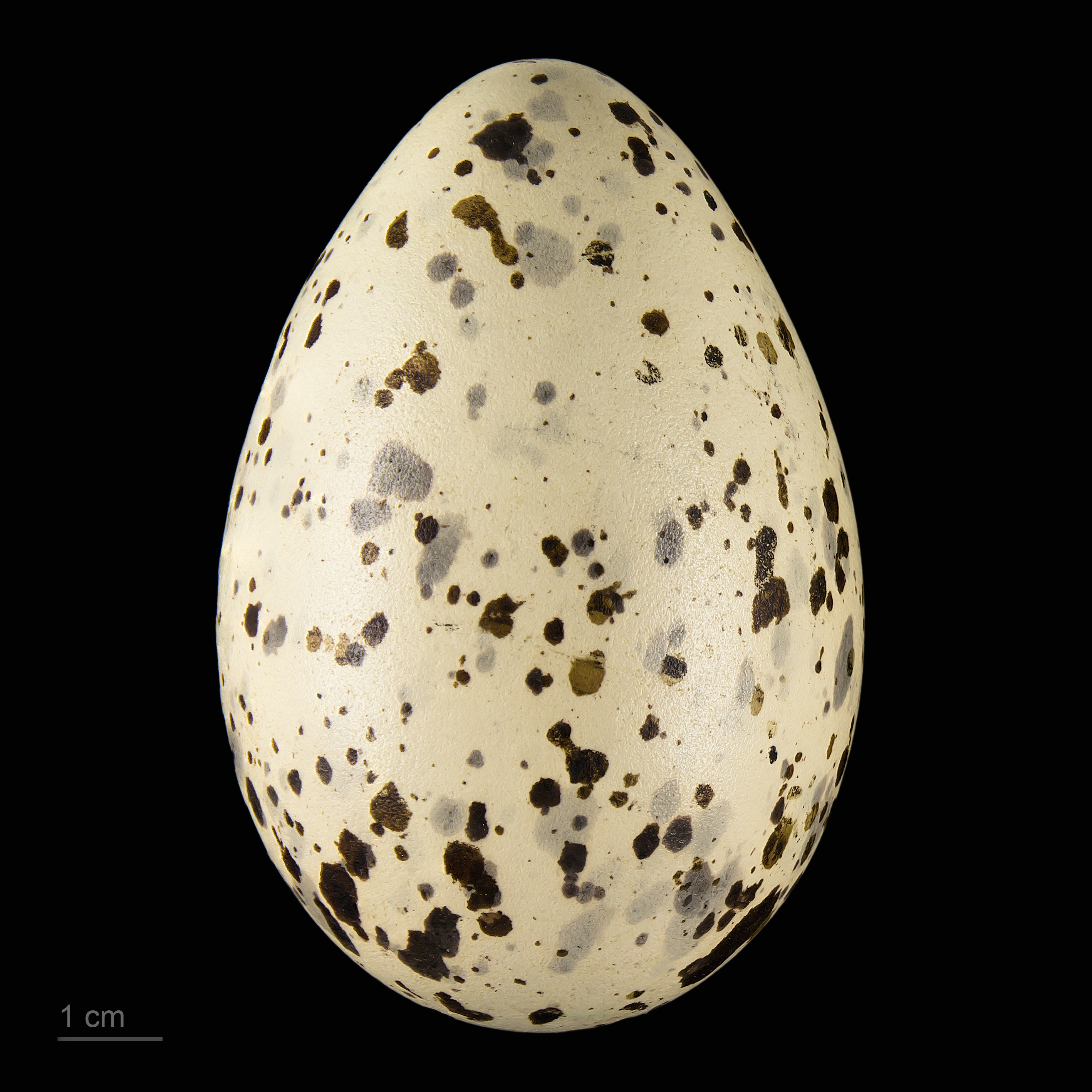
Larus ichthyaetus

نورس أسود الرأس كبير أو نورس بالاس (الاسم العلمي: Ichthyaetus ichthyaetus) (بالإنجليزية: Great black-headed gull)‏ هو نوع من الطيور يتبع جنس نورس السمك من الفصيلة النورسية.